# Reprezentacja Senegalu w koszykówce mężczyzn
Reprezentacja Senegalu w koszykówce mężczyzn – drużyna, która reprezentuje Senegal w koszykówce mężczyzn. Za jej funkcjonowanie odpowiedzialny jest Senegalski Związek Koszykówki (Fédération Sénégalaise de Basket-Ball). Pięciokrotnie występowała na mistrzostwach świata (najwyżej na 14. miejscu) i trzykrotnie na igrzyskach olimpijskich (najwyżej na 11. pozycji). Od 1964 roku występuje regularnie w mistrzostwach Afryki, które pięciokrotnie zwyciężyła.

## Udział w imprezach międzynarodowych
- Igrzyska olimpijskie
  - 1968 – 15. miejsce
  - 1972 – 15. miejsce
  - 1980 – 11. miejsce

- Mistrzostwa świata
  - 1978 – 14. miejsce
  - 1998 – 15. miejsce
  - 2006 – 22. miejsce
  - 2014 – 16. miejsce
  - 2019 – 30. miejsce

- Mistrzostwa Afryki
  - 1964 – 5. miejsce
  - 1965 – 4. miejsce
  - 1968 – 1. miejsce
  - 1970 – 2. miejsce
  - 1972 – 1. miejsce
  - 1974 – 2. miejsce
  - 1975 – 2. miejsce
  - 1978 – 1. miejsce
  - 1980 – 1. miejsce
  - 1981 – 4. miejsce
  - 1983 – 3. miejsce
  - 1985 – 4. miejsce
  - 1987 – 6. miejsce
  - 1989 – 3. miejsce
  - 1992 – 2. miejsce
  - 1993 – 3. miejsce
  - 1995 – 2. miejsce
  - 1997 – 1. miejsce
  - 1999 – 7. miejsce
  - 2001 – 7. miejsce
  - 2003 – 4. miejsce
  - 2005 – 2. miejsce
  - 2007 – 9. miejsce
  - 2009 – 7. miejsce
  - 2011 – 5. miejsce
  - 2013 – 3. miejsce
  - 2015 – 4. miejsce
  - 2017 – 3. miejsce